# Jornal Hoje
Jornal Hoje (também conhecido pela sigla JH) é um telejornal brasileiro, produzido e exibido pela TV Globo, que vai ao ar no início das tardes de segunda-feira a sábado, após o Globo Esporte. Estreou no dia 21 de abril de 1971 sob o comando de Léo Batista e Luís Jatobá.
Atualmente, o telejornal é ancorado por César Tralli. Com participações dos comentaristas: Karine Alves (esporte), Nilson Klava (política e economia) e Jacqueline Brazil (previsão do tempo).

## História

### 1971-1989
Vários apresentadores passaram pelo Jornal Hoje. Léo Batista e Luís Jatobá comandaram a primeira edição do Jornal Hoje, em 21 de abril de 1971. Léo Batista foi para a Divisão de Esportes da Central Globo de Jornalismo, apresentando programas esportivos, em 1975.
Berto Filho e Márcia Mendes assumiram o posto de Léo Batista e Luís Jatobá em 1975. Berto Filho foi substituído por Sônia Maria em 1977. Um ano depois, Marisa Raja Gabaglia assume as entrevistas de sábado, ficando até 1981. Márcia Mendes morreu em 1979, sendo substituída às pressas por Leda Nagle, que já apresentava o Jornal Hoje aos sábados. Em 1981, Berto Filho voltou ao Jornal Hoje, substituindo Sônia, outrora sua sucessora. Ele saiu em 1983 para assumir a apresentação do RJTV e foi substituído por Marcos Hummel. Neste mesmo ano, Pedro Bial se tornou correspondente internacional. Quando o Jornal Hoje completou 15 anos, ganhou novo formato e novo cenário.
Em 1989, Leda Nagle foi apresentar o Bom Dia Rio,  e foi substituída por Márcia Peltier. Marcos Hummel foi substituído por Leila Cordeiro, vinda do Jornal da Globo, em maio de 1989. Em julho do mesmo ano, Leila demitiu-se da TV Globo, e Marcos Hummel reassumiu o posto. Augusto Xavier passou a cobrir suas férias.

### 1990-1999
Em julho de 1990, o Jornal Hoje deixou de ser apresentado para São Paulo, sendo substituído pelo estreante São Paulo Já. Segundo a própria TV Globo, isso aconteceu pelo fato de o Jornal Hoje ter "perdido o seu lado feminino da notícia". Em 1991, alegando o mesmo motivo da criação do São Paulo Já, a Globo substitui Marcos Hummel por Valéria Monteiro. No ano seguinte, Márcia Peltier saiu da emissora, e seu posto foi assumido por Cláudia Cruz, que já apresentava eventualmente o JH. Valéria Monteiro saiu da bancada do JH em 1993 e, em seu lugar, entrou William Bonner. Cláudia Cruz ficou ao lado de William na bancada por um mês, e logo foi substituída por Cristina Ranzolin.
William Bonner e Cristina Ranzolin, que assumiram o JH ainda com os cenários em tons lilás em 1993, estreavam o "novo" Jornal Hoje em 11 de abril de 1994, com o novo cenário e nova vinheta. E, ainda, o Jornal Hoje voltou a ser apresentado para São Paulo, uma semana depois da estreia do novo formato. William passou a dedicar-se ao Jornal Nacional em março de 1996 e, por um curto tempo, Cristina Ranzolin passou a apresentar o JH sozinha, até que, em 1 de abril de 1996, o telejornalismo da Globo mudou novamente e Fátima Bernardes passou a acumular as funções de apresentadora e editora-chefe do jornal. Com a volta de Fátima ao Fantástico, Mônica Waldvogel, vinda do Jornal da Globo, estreava como nova apresentadora a partir de 10 de março de 1997.
Uma verdadeira "troca de cadeiras" entre o Jornal Hoje, o Jornal da Globo e o Jornal Nacional fez com que Mônica Waldvogel deixasse o comando do telejornal em fevereiro de 1998. Em seu lugar, assumiu Renata Vasconcellos por um mês. Depois de passar pelo Jornal Nacional, Sandra Annenberg, passou a apresentar o JH em 30 de março de 1998.
Em 29 de janeiro de 1999, o Jornal Hoje passou a ser apresentado de São Paulo, o comando era de Sandra Annenberg. A nova vinheta estreou ainda neste ano, nove meses depois, em 18 de outubro de 1999, com a estreia de Carlos Nascimento. Sandra Annenberg se tornou repórter especial do Jornal da Globo por pouco tempo.

### 2000-2013
No ano 2000, Sandra se tornaria correspondente internacional da Globo em Londres, retornando ao Brasil em 2003.
Nascimento ficou sozinho na bancada entre 1999 e 2001. Carla Vilhena estreou ao lado de Carlos em 16 de julho de 2001, data de outra estreia: a do Jornal Hoje na redação. Carla Vilhena foi substituída por Sandra Annenberg em 6 de janeiro de 2003.
Mariana Godoy nunca foi apresentadora titular do Jornal Hoje. Na realidade, ela substituiu Sandra Annenberg na bancada durante a licença maternidade da apresentadora. Carlos Nascimento trocou a Globo pela Rede Bandeirantes em março de 2004, e em 2 de fevereiro desse mesmo ano, Evaristo Costa estreou no JH junto com Sandra Annenberg. O Jornal Hoje ganha novos quadros como o Sala de Emprego, apresentado pela repórter Veruska Donato, e o retorno do quadro Jovens do Brasil, apresentado pela internet por Evaristo Costa.
Após sete anos e meio de finais de semana com somente apresentadoras mulheres (como Mariana Godoy, Flávia Freire, Renata Capucci, Rosana Jatobá, Poliana Abritta, Zileide Silva, entre outras), em 5 de janeiro de 2013, Fábio William entra para o rodízio aos sábados, sendo o segundo homem a comandar o Jornal Hoje, desde a estreia de Evaristo Costa. Em 28 de setembro de 2013, menos de cinco meses no Bom Dia São Paulo, Rodrigo Bocardi também passa a fazer parte do rodízio de apresentadores do telejornal. Em Janeiro de 2015, Monalisa Perrone entra rodízio de apresentadores do telejornal.
Em 2 de dezembro de 2013, o Jornal Hoje começou a ser transmitido em alta definição (HD), assim como os demais telejornais da TV Globo.

### 2014-2018
Durante o mês de março de 2014, o Jornal Hoje e o Jornal da Globo passaram a ser transmitidos em um estúdio em chroma key, por conta das reformas na redação da TV Globo São Paulo para construção do novo cenário dos telejornais. Concluída a reforma, o Jornal Hoje (JH) ganhou um novo cenário, que permite uma interatividade com seis telões que se movimentam durante o telejornal. Além disso, o telejornal ganhou novos pacotes gráficos e uma nova vinheta.
Durante os Jogos Olímpicos Rio 2016, Sandra Annenberg ancorou o Jornal Hoje direto do Rio de Janeiro, num estúdio montado pelo Grupo Globo para a transmissão de programas da TV Globo e SporTV e apuração de notícias para o site globoesporte.com.
Em 15 de outubro de 2016, César Tralli estreou como apresentador eventual do Jornal Hoje.
Em 10 de junho de 2017, Maria Júlia Coutinho estreia como apresentadora eventual do Jornal Hoje.
Em 19 de julho de 2017, Evaristo Costa decidiu rescindir definitivamente seu contrato com a TV Globo, alegando motivos pessoais, e apresentou o telejornal pela última vez em 27 de julho de 2017, após a grade de programação da emissora sofrer uma reformulação. Evaristo foi substituído por Dony De Nuccio, que estreou em 7 de agosto de 2017.
No dia 1 de dezembro de 2018, Cláudio Marques passou a ser o editor-chefe do telejornal.

### 2019-presente
No dia 1 de agosto de 2019, Dony De Nuccio pediu demissão da emissora, após reconhecer que violou o código de ética e conduta dos jornalistas da TV Globo. A partir de então, o telejornal passou a ser apresentado somente por Sandra Annenberg.
No dia 8 de agosto de 2019, foi anunciado que Sandra Annenberg seria deslocada para o Globo Repórter, em função da aposentadoria de Sérgio Chapelin, e que Maju Coutinho assumiria em definitivo a ancoragem no final de setembro. Em 13 de setembro, Sandra deixou o telejornal, sendo substituída interinamente por Márcio Gomes de 16 a 27 de setembro. Em 30 de setembro, Maju assumiu a apresentação do Jornal Hoje.
Em 10 de outubro de 2021, a Globo anunciou o remanejamento de Maria Júlia Coutinho do JH para o Fantástico, sendo substituída por César Tralli. A apresentadora deixou o posto no dia 26, sendo substituída interinamente por Alan Severiano. No dia 30, Tralli assumiu o comando do telejornal.
Em virtude da pandemia de COVID-19, a Globo suspendeu as viagens frequentes, e o telejornal passou a ser ancorado aos sábados apenas por apresentadores da Globo São Paulo: Alan Severiano, Rodrigo Bocardi, Roberto Kovalick e o próprio titular. Em 2 de abril de 2022, com o avanço da vacinação e a queda nos casos de COVID-19, a emissora retomou com os plantões de sábado e as apresentações eventuais com os apresentadores de Brasília e do Rio de Janeiro, além de manter os apresentadores da capital paulista. Na ocasião, a apresentadora Zileide Silva foi quem retomou esses plantões.
Oito apresentadores eventuais comandam o telejornal aos sábados ou nas folgas do âncora: Alan Severiano (apresentador do SP1), Zileide Silva (repórter especial), Marcelo Cosme (apresentador do Globo News em Pauta), Rodrigo Bocardi (apresentador do Bom Dia SP), Roberto Kovalick (apresentador do Hora Um), Andréia Sadi (apresentadora do Estudio i), Nilson Klava (apresentador do Jornal das Dez) e Camila Bomfim (apresentadora do Conexão Globo News).
Em 13 de março de 2024, o Jornal Hoje junto com o Hora Um e Jornal da Globo ganharam novos cenários.

## Prêmios e Indicações
| Ano  | Prêmio    | Categoria                                | Indicado       | Resultado | Ref.   |
| ---- | --------- | ---------------------------------------- | -------------- | --------- | ------ |
| 2014 | Prêmio F5 | Apresentador do Ano (jornalismo/esporte) | Evaristo Costa | Indicado  | [ 33 ] |